# لیا صافاریان
لیا ساموئلی صافاریان (ارمنی: Լիա Սամվելի Սաֆարյան؛ انگلیسی: Lia Safaryan زادهٔ ۲۷ مهٔ ۱۹۳۲ - درگذشته ۲۰ ژانویهٔ ۲۰۰۰) معمار اهل ارمنستان بود.

## زندگی‌نامه
وی در ۲۷ مهٔ ۱۹۳۲ در ایروان به دنیا آمد ساموئل صافاریان پدر وی بود. وی از دانشگاه ملی پلی‌تکنیک ارمنستان (۱۹۵۷) فارغ‌التحصیل گشت.  وی در ۲۰ ژانویهٔ ۲۰۰۰ در سن ۶۷ سالگی در ایروان درگذشت.

## آثار
- ساختمان فرهنگستان ملی علوم ارمنستان، ایروان، ارمنستان (۱۹۷۲)
- آزمایشگاه نورشناسی-مکانیکی، آشتاراک ارمنستان (۱۹۷۲)
- کلبه‌خانه‌های آفرینش‌‌های سینمایی، دیلیجان، ارمنستان (۱۹۸۴)
- اردوگاه مدرسه‌ای در اولگینکا، تواپسه، روسیه(۱۹۷۲)
- بیمارستان موگادیشو، سومالی (۱۹۷۲)

## نگارخانه

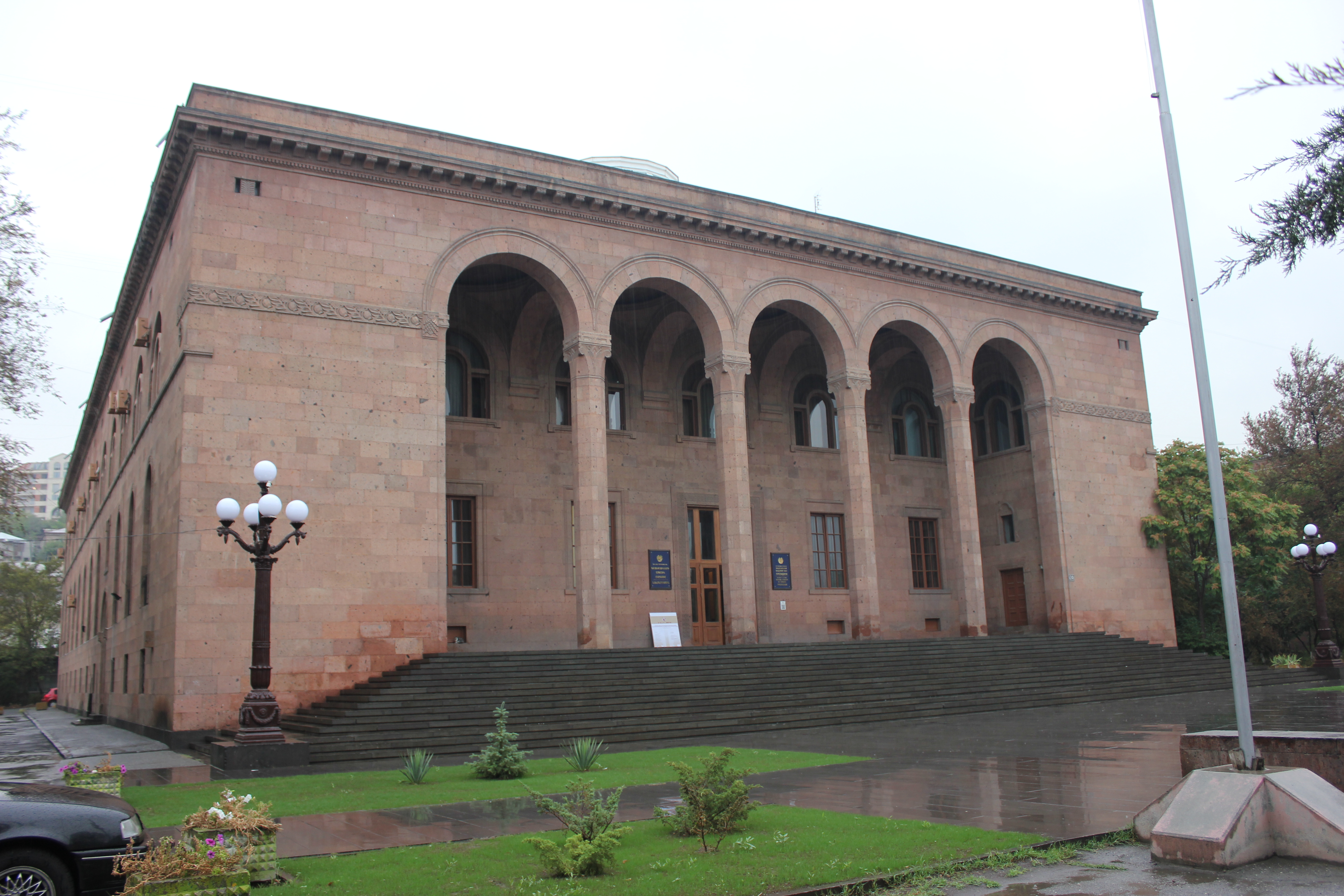
فرهنگستان ملی علوم ارمنستان